# 馬莫拉 (新澤西州)
馬莫拉（英語：Marmora）是位於美國新澤西州開普梅縣的普查規定居民點。

## 人口
根據2020年美國人口普查的數據，馬莫拉的面積為5.22平方千米，當中陸地面積為5.20平方千米，而水域面積為0.02平方千米。當地共有人口2413人，而人口密度為每平方千米462.26人。